# Pitkäsaari (ö i Finland, Södra Savolax, Nyslott, lat 61,73, long 28,92)
Pitkäsaari är en ö i Finland. Den ligger i sjön Pihlajavesi och i kommunen Nyslott i  landskapet Södra Savolax, i den sydöstra delen av landet, 270 km nordost om huvudstaden Helsingfors. Öns area är 30,8 hektar och dess största längd är 1,4 kilometer i sydöst-nordvästlig riktning.